# Cecina (comune)
Cecina è un comune italiano di 28 018 abitanti della provincia di Livorno in Toscana.

## Geografia fisica

### Territorio
Il comune di Cecina si trova nella parte terminale della Val di Cecina, in prossimità della foce dell'omonimo fiume, nell'Alta Maremma o Maremma Settentrionale, storicamente conosciuta come Maremma Pisana (detta oggi anche Maremma Livornese). Il territorio comunale, prevalentemente pianeggiante, è esteso per 42,48 km² e ricade nella Costa degli Etruschi.
- Classificazione sismica: zona 3 (sismicità bassa)[6]

### Clima
- Classificazione climatica: zona C, 1332 GR/G
- Diffusività atmosferica: media, Ibimet CNR 2002
- Dati:https://www.sir.toscana.it/

| Cecina             | Gen  | Feb  | Mar  | Apr  | Mag  | Giu  | Lug  | Ago  | Set  | Ott  | Nov  | Dic  |
| ------------------ | ---- | ---- | ---- | ---- | ---- | ---- | ---- | ---- | ---- | ---- | ---- | ---- |
| T. max. media (°C) | 12,3 | 13,1 | 16,0 | 19,3 | 22,9 | 26,4 | 29,5 | 29,8 | 26,6 | 21,8 | 16,9 | 13,0 |
| T. min. media (°C) | 4,0  | 4,7  | 6,9  | 9,8  | 13,0 | 16,1 | 18,7 | 18,5 | 15,8 | 11,9 | 7,9  | 5,1  |

## Storia
(Attilio Zuccagni-Orlandini, Indicatore topografico della Toscana granducale (1856))
Il territorio dove sorge Cecina fu abitato fin dall'epoca preistorica, e deve in tutta probabilità il suo nome toponimo Cecina, così come l'idronimo del fiume Cecina, agli Etruschi, in particolare al cognome di una potente gens originaria di Volterra i Kaikna (o Ceicna, Keikna), conosciuti in epoca romana come Caecina e variamente attestati in tutta la Val di Cecina. La terminazione in -na del toponimo e idronimo Cecina dimostrerebbe la derivazione dal nome della gens omonima, e non viceversa, in quanto -na «esprimerebbe la dipendenza e subordinazione del luogo alla gens che vi avrebbe esercitato il suo potere».
La zona fu abitata in età romana, quando un alto personaggio imperiale, il console Albino Cecina, discendente di un'antichissima famiglia di origine etrusca, ordinò la costruzione di una villa, i cui resti sono tutt'oggi visitabili in località San Vincenzino.
Il territorio che circonda Cecina conobbe una lunga fase di declino, iniziato con la decadenza della civiltà etrusca e accentuatosi durante la dominazione romana. Nel 274 l'imperatore Aureliano, percorrendo a cavallo queste terre, ne fu colpito dallo stato di abbandono e progressivo degrado, promuovendo alcuni decreti che ne revitalizassero le attività e ne arrestassero lo spopolamento, secondo un progetto tuttavia abbandonato dopo la sua scomparsa. la zona venne poi devastata dalle orde dei Goti (410) e dalle bande di schiavi sfuggiti dalla dissoluzione dell'Impero, che per sopravvivere si dedicavano al saccheggio. Forse Alarico I attraversò queste terre e vi contrasse la malaria, che lo condusse nel giro di un anno alla morte. La zona, sempre più inselvatichita e meno popolata, fu temporaneamente revitalizzata al tempo dei Longobardi, quando la zona di Cecina divenne curtis regia, cioè possesso diretto della corona reale, uno status che persistette anche durante l'epoca medicea e lorenese.
Forse Dante abbe modo di attraversare la Maremma all'inizio del suo esilio, nel 1311-1312. Di sicuro menzionò Cecina, o il suo fiume omonimo, come confine della Maremma, a similitudine per l'orrida boscaglia della selva dei suicidi:
quelle fiere selvagge che 'n odio hanno

tra Cecina e Corneto i luoghi colti»
(Dante Alighieri, Inferno, Canto XIII)
Nel 1406 con la caduta della Repubblica Pisana e l'avvento del dominio fiorentino la zona entrò a far parte dal 10 febbraio 1407 della Vicarìa della Maremma Pisana estesa su Montescudaio, Guardistallo, Bibbona, Casale Marittimo ecc., senza tuttavia fare cenno di alcun borgo di Cecina.
All'epoca, e fino al XVIII secolo, il territorio cecinese era proprietà dei Medici e nel 1590 Ferdinando I fece erigere il primo nucleo abitato, ovvero un palazzo "Fitto di Cecina"  dove aveva sede l'amministrazione delle terre granducali. Indicata dal 1586 come sede del "Capitano della Banda maremmana", la località risorse come piccolo borgo. Nel 1594 Ferdinando I fece ricostruire un ponte ligneo sul fiume e un mulino. Presto, non distanti, sorsero anche alcune ferriere che sfruttavano l'acqua proveniente dal canale artificiale Gorile per ridurre in ghisa il minerale grezzo proveniente dall'isola d'Elba (la Magona). Intorno alla fucina furono erette le case degli operai, i magazzini del ferro e una piccola cappella.
La popolazione fu tuttavia decimata dalla grande peste del 1631 e la zona era quasi disabitata quando fu acquistata in feudo dai fiorentini Albizi, divenendo una grande bandita di caccia.

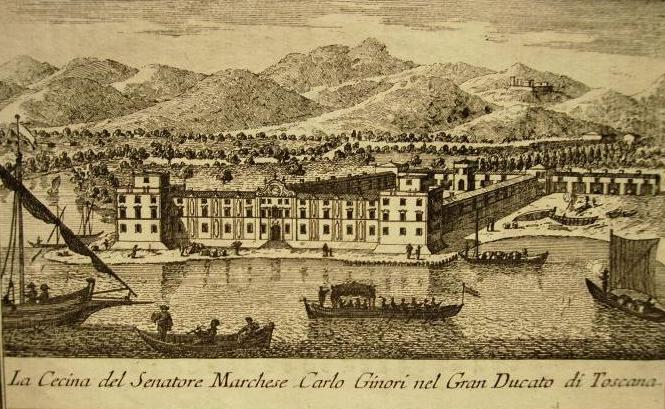
La foce del fiume Cecina e Villa Ginori in una stampa del 1751

Nel 1738, con il marchese Carlo Ginori, fu avviata anche la colonizzazione della zona a ridosso del mare, che si concretizzò con la costruzione di una villa, o più propriamente Colonia. Nel medesimo secolo, a nord del fiume, fu realizzato il casone di lavorìa "La Cinquantina" (1768) che era destinato a ospitare i braccianti durante la mietitura del grano in una zona fortemente soggetta alla malaria.
La Tenuta Reale di Cecina fu concessa così in enfiteusi dal granduca, dando il nome di "Fitto" al palazzo signorile del borgo. Giovanni Targioni Tozzetti che visitò la zona nella seconda metà del Settecento (marchesato di Bibbona, Riparbella, Guardistallo, Casale e Cecina) racconta che vi era solo il palazzo del marchese Ginori presso la foce del fiume, il palazzo del Fitto con il borgo intorno con i forni e la Magona. Il feudo fu riacquistato dalla Corona granducale nel 1755 e le opere di bonifica degli stagni costieri portatori di malaria non furono portate a termine.
Solo verso la metà dell'Ottocento, la bonifica del granduca Leopoldo II di Toscana cambiò completamente l'aspetto del territorio, rendendolo visibile e coltivabile, dando l'avvio a quel processo di sviluppo economico che si è protratto fino ai nostri giorni.
Le bonifiche lorenesi portarono alla formazione di ampie distese di pinete a nord e a sud di Cecina, formate da pini domestici e arricchite dalla presenza di piante di ginepro, leccio, pini d'aleppo e pini marittimi a seguito del prosciugamento delle "padulette di Cecina" e dei vicini "stagnoli" di Vada. L'allora presidente del consiglio dei ministri del granducato, Giovanni Baldasseroni, illustrò con orgoglio le bonifiche effettuate nelle tenute di Cecina (statale) e di Vada (degli arcivescovi di Pisa).
Così il piccolo borgo ben presto si ampliò intorno al Fitto, presso il ponte sul fiume. Il territorio di Cecina, che all'epoca ricadeva sotto l'amministrazione del comune di Bibbona e, in parte, di Riparbella, entrambe nella provincia pisana, fu suddiviso in 59 parti, che furono assegnate a coloni provenienti dall'entroterra toscano con l'obbligo di costruirvi 82 case e di mettere i terreni a cultura (1847).
La nuova parrocchia di San Giuseppe al Fitto di Cecina già nel 1845 contava ben 1 052 abitanti, dei quali 637 erano sotto la giurisdizione del comune di Bibbona, 326 sotto quella di Riparbella e 89 sotto quella di Montescudaio.
Nel 1851 fu edificata la chiesa dei Santi Giuseppe e Leopoldo e nel 1853 fu costruito un ponte in pietra sul fiume in sostituzione del più antico passaggio in legno. Sempre nello stesso periodo i Gonfalonieri della Comunità di Bibbona, di cui Cecina era frazione, decisero di istituirvi un mercato mensile.
Nel 1863 furono potenziati i collegamenti, con l'inaugurazione della Ferrovia Maremmana e della ferrovia Cecina-Volterra e la costruzione del Palazzo Comunale a opera dei Pietro Chiapperini, che divenne poi la sede amministrativa della nuova comunità. Di pari passo sorsero le prime industrie, tra cui, nel 1899 lo zuccherificio, sorto proprio in prossimità della stazione ferroviaria.
Il Comune di Cecina, inquadrato nell'amministrazione provinciale di Pisa, e nel Circondario di Volterra, fu istituito nel 1906, distaccandolo da quello di Bibbona, mentre i territori costieri da Capo Cavallo alla Bocca di Cecina furono sottratti al comune di Riparbella.
Nel 1925, per interessamento personale del gerarca fascista Costanzo Ciano, livornese di nascita e desideroso di ampliare i confini della provincia di Livorno, Cecina e molte altre località limitrofe della costa, da Rosignano Marittimo alla città di Piombino, passarono dall'amministrazione pisana a quella della provincia di Livorno.

### La seconda guerra mondiale e il dopoguerra
Durante la seconda guerra mondiale la città fu teatro della cruenta Battaglia di Cecina, che portò alla liberazione della città il 2 luglio del 1944.
Nel corso della guerra l'abitato fu gravemente danneggiato, subendo anche 44 bombardamenti, che portarono limitati danni all'antico palazzo del Fitto costruito da Ferdinando I de' Medici nel 1590. Il palazzo nel dopoguerra fu usato come dimora dagli "sfollati"; negli anni sessanta fu abbattuto per volontà dell'amministrazione comunale.
Il successivo sviluppo urbanistico interessò particolarmente la fascia a ridosso della Villa Ginori, attorno alla quale si espanse il quartiere di Cecina Mare (o Marina di Cecina), collegato al centro urbano della città da un grande viale alberato.
Nel dopoguerra la crescita demografica di gran lunga più veloce nella zona (e dell'intera provincia di Livorno) è quella di Cecina; nei 35 anni, tra il 1936 e il 1971, si ha un aumento di oltre il 100%, gli abitanti del Comune, infatti, passano da 10527 a 21201.

### Simboli
Dal 1881 Cecina faceva parte del comune di Bibbona del quale era capoluogo, e quando divenne comune autonomo nel 1906 adottò l'antico stemma di Bibbona che venne riconosciuto con decreto del capo del governo dell'11 settembre 1931.
Il gonfalone è un drappo partito di azzurro e di rosso.

## Monumenti e luoghi d'interesse

### Architetture religiose

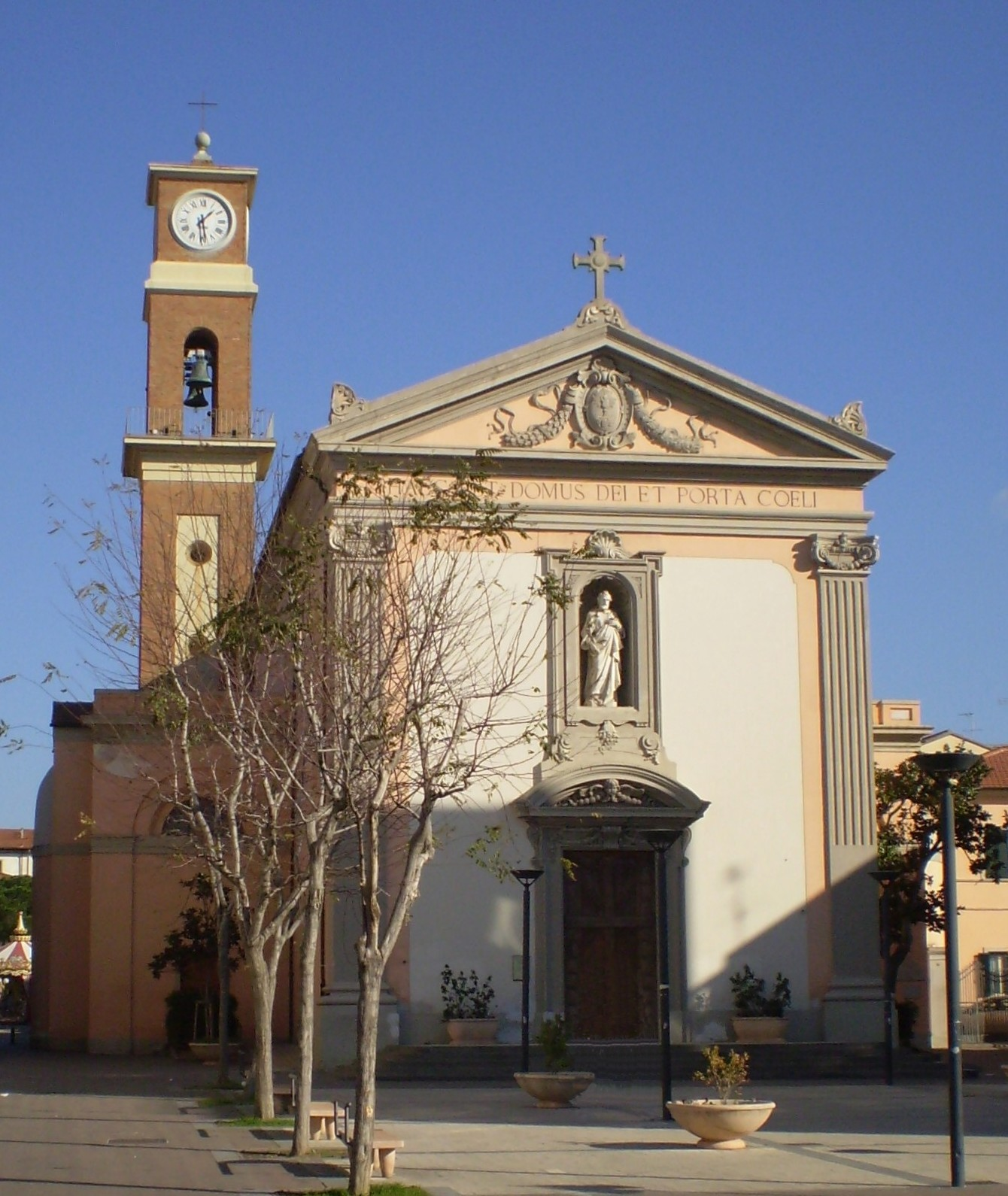
Chiesa dei Santi Giuseppe e Leopoldo

- Chiesa dei Santi Giuseppe e Leopoldo, costruita nel 1851 per volere di Leopoldo II di Toscana; è il Duomo di Cecina.
- Chiesa di Sant'Andrea apostolo a Cecina Mare, costruita nel 1738 per volere del marchese Carlo Ginori.
- Chiesa di Sant'Antonio a Collemezzano
- Chiesa di San Carlo Borromeo al Palazzaccio
- Chiesa di San Francesco al Palazzaccio
- Chiesa di San Pietro in Palazzi, nell'omonima frazione

### Siti archeologici
Nella località di San Vincenzino si trovano i resti di una villa romana. La villa venne costruita nel I secolo a.C., con una cisterna sotterranea in cui erano convogliate le acque piovane, attraverso una rete di canali sotterranei che servivano come depuratori. Nel II-III secolo d.C. la struttura si arricchì di ambienti di rappresentanza (triclinio estivo con ninfeo, ossia una sala da pranzo utilizzata d'estate e allietata da fontane). Nel secolo successivo parte degli ambienti di abitazione furono riutilizzati per la produzione dell'olio d'oliva e nel V secolo la villa venne abbandonata, per essere occupata in seguito da una necropoli con semplici sepolture. Presso l'area archeologica alcune sale espongono i reperti rinvenuti negli scavi, sebben gli esemplari più prestigiosi si trovino al Museo Archeologico Comunale.

### Aree naturali
Nella località Cedrino si trova il Parco Gallorose riconosciuto a livello regionale. Vanta di 180 razze di animali (provenienti anche da altri continenti) e di 14 000 piante.

### Piazze e strade principali
Piazza Antonio Gramsci, realizzata nel 1875 per mettere in comunicazione l'abitato con la Stazione.

### Altro
- Fontana della Maremma assetata
- Cippo di Rimazzano

## Società

### Evoluzione demografica
Abitanti censiti

### Etnie e minoranze straniere
Al 31 dicembre 2023 la popolazione straniera residente ammontava a 2 383 persone, pari all'8,83% dei residenti.

## Cultura

### Musei
- Museo Archeologico Comunale presso Villa Guerrazzi
- Antiquarium presso la villa romana di San Vincenzino
- Museo della vita e del lavoro della Maremma settentrionale presso Villa Guerrazzi

### Istruzione

#### Biblioteche
La biblioteca comunale fu aperta al pubblico il 20 maggio del 1957, al piano terra del Comune Vecchio, con accesso da Piazza Gramsci. Successivamente è stato costruito un nuovo edificio in via Corsini, 7 inaugurato il 7 dicembre 2001. La nuova biblioteca, dedicata ad Emilia Levi, ospita anche l'Archivio storico comunale, il Centro di Documentazione e ricerca educativa/CE.D.R.E, l'Informagiovani e una sala conferenze oltre a una sezione ragazzi e a otto postazioni internet con accesso libero e gratuito. Chiusa dal luglio 2015 per lavori di ristrutturazione del tetto e trasferita in una sede provvisoria in Via Pertini angolo via Ambrogi, è stata riaperta il 7 dicembre del 2017. 
Ha una sede distaccata nella frazione di Marina di Cecina, in piazza Sant'Andrea.
Dal 23 aprile 2011 al dicembre 2017 ha aderito al progetto regionale "Alimenta gratis la mente" attivando un punto prestito presso il Centro commerciale Coop di Cecina.

#### Archivio Storico Comunale
L'Archivio Storico del Comune di Cecina ha sede in via Corsini, 7 all'interno della Biblioteca Comunale "E. Levi". Si tratta di un archivio "post-unitario", ossia conserva materiale dall'anno 1865 all'anno 1957 circa, anche se vi sono conservati alcuni documenti con datazione anteriore.
Risulta composto di 34 Serie, per complessive 2 161 unità, e 8 Archivi Aggregati. L'archivio è stato oggetto di riordino nel 1996 e i documenti resi fruibili per la consultazione dal 1998. Dal 2015 si può consultare l'inventario anche sulla Piattaforma Regionale AST Filosofia.

#### Musei
Presso la località "La Cinquantina", negli edifici che costituiscono Villa Guerrazzi, edificio settecentesco, sono situati due poli museali.
Il Museo della vita e del lavoro della Maremma settentrionale, fondato nel 1992, è  un museo etno-antropologico che raccoglie gli strumenti del lavoro contadino nel territorio della Maremma pisano-livornese. L'importante collezione è organizzata per ambiti tematici: la lavorazione della terra (aratri, carri, falciatrici, trebbiatrici), il frumento (ventilatori, crivelli, tritaforaggi), il vino (sgrappolatrice, dissipatrice per uve, zolfatrice, tramogge).
Nel 2003 è  stato riallestito, all'interno della Villa stessa, il Museo Archeologico Comunale, istituito nel 1980, che espone oggetti riferibili alla storia della Val di Cecina dalla preistoria all'inizio del Medioevo, con particolare riguardo all'epoca etrusca, durante la quale il territorio apparteneva a Volterra. In particolare sono esposti corredi delle tombe principesche di Casale Marittimo, l'"Urna di Montescudaio", un'urna cineraria in terracotta, decorata con figurine applicate che raffigurano una scena di banchetto funebre, e le oreficerie da Belora.
Di recente è stato istituito il parco letterario dedicato a Carlo Cassola, comprende Cecina con le spiagge e la pineta di Marina di Cecina, che Carlo Cassola conobbe durante la sua giovinezza e le immortalò in alcuni dei romanzi più belli.

### Media

#### Radio
Cecina dispone di una radio divenuta regionale nel settembre 2014 (Radio stop) che trasmette in tutta la Toscana. La radio durante il periodo estivo trasmette dall'Acqua Village di Marina di Cecina. Dispone inoltre di una Web Radio (Radio 6.75) ascoltabile tramite pc e smartphone.

### Teatro
- Teatro "Eduardo De Filippo"

## Geografia antropica

### Frazioni
Due sono le frazioni del comune di Cecina:
- Cecina Mare;
- San Pietro in Palazzi.

### Località principali
- Collemezzano.

## Economia

### Turismo

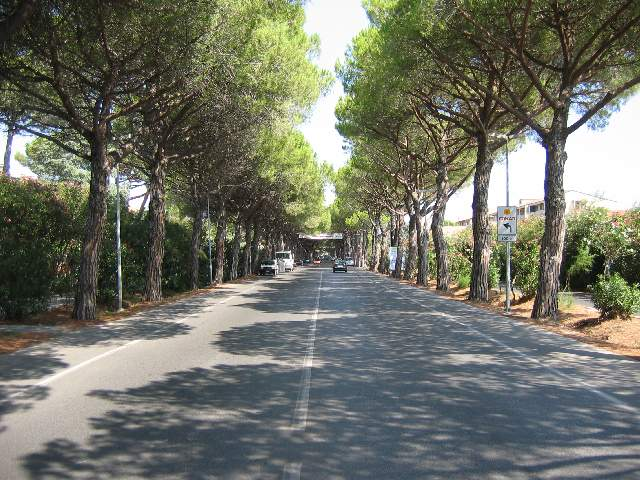
Il viale della Repubblica a Cecina Mare

Cecina ha un'importante tradizione turistica. A partire dagli anni sessanta del Novecento, con la grande crescita demografica, la città ha iniziato ad attrarre turisti italiani e stranieri. Inoltre Cecina è il naturale sbocco al mare di Volterra e Siena. La città in estate triplica i suoi abitanti accogliendo infatti oltre ai turisti che popolano gli alberghi e i campeggi, il popolo dei vacanzieri che hanno a Cecina la propria seconda casa.
Marina di Cecina, il quartiere litoraneo di Cecina, è una meta turistica apprezzata dalle famiglie, sia per la sicurezza del suo mare, per le pinete che garantiscono serenità e svago per i più piccoli, sia per la tranquillità che la zona garantisce anche in piena estate. Le spiagge di Cecina Mare dal 2006 ricevono ogni anno il prestigioso riconoscimento della Bandiera Blu. Inoltre, nella zona sorge il parco acquatico Acqua Village.
Le pinete che occupano complessivamente una superficie di 400 ettari allungandosi lungo la costa per più di 15 chilometri, costituiscono la Riserva Naturale Biogenetica dei Tomboli di Cecina.

## Infrastrutture e trasporti

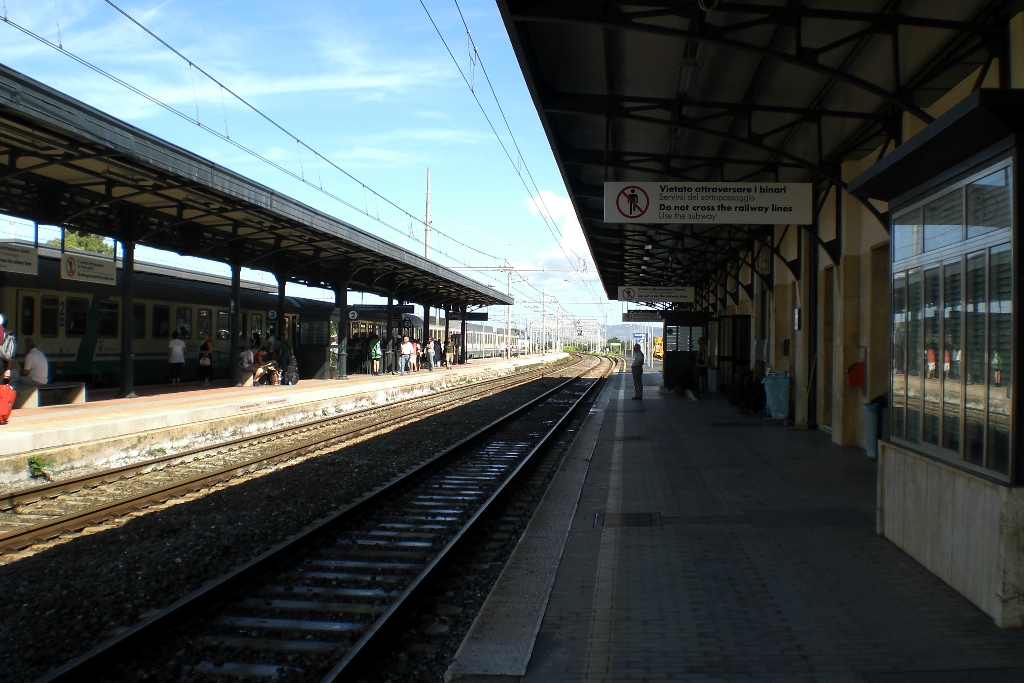
Interno della stazione ferroviaria

Il territorio comunale di Cecina è percorso da due importanti arterie stradali, la via Aurelia e la Variante Aurelia (come prosecuzione dell'autostrada A12), che assicurano i collegamenti col capoluogo a nord e con la Val di Cornia a sud.
A nord del territorio comunale s'innestano Strada statale 68 di Val Cecina per Volterra e Poggibonsi, oltre alla Strada statale 206 Pisana-Livornese per Collesalvetti e Pisa.
Inoltre Cecina è provvista di una stazione ferroviaria sulla linea Livorno-Grosseto-Roma, posta all'intersezione con la linea per Volterra.
È presente anche un'autostazione dove la società CTT Nord effettua collegamenti urbani verso Cecina Mare ed extraurbani verso Livorno. Alcune corse della società Tiemme, invece, la collegano con Piombino.
Infine, presso Marina di Cecina, si estende un piccolo porticciolo che prestò sarà ingrandito per imbarcazioni da diporto.

## Amministrazione
| Periodo        | Periodo         | Primo cittadino   | Partito                                                    | Carica  | Note   |
| -------------- | --------------- | ----------------- | ---------------------------------------------------------- | ------- | ------ |
| 17 giugno 1985 | 3 agosto 1990   | Renzo Cioni       | Partito Comunista Italiano                                 | Sindaco | [ 22 ] |
| 23 aprile 1995 | 13 giugno 1999  | Claudio Vanni     | Partito Democratico della Sinistra Democratici di Sinistra | Sindaco | [ 22 ] |
| 13 giugno 1999 | 14 giugno 2004  | Paolo Pacini      | Democratici di Sinistra                                    | Sindaco | [ 22 ] |
| 14 giugno 2004 | 21 giugno 2009  | Paolo Pacini      | Democratici di Sinistra Partito Democratico                | Sindaco | [ 22 ] |
| 22 giugno 2009 | 8 giugno 2014   | Stefano Benedetti | Partito Democratico                                        | Sindaco | [ 22 ] |
| 9 giugno 2014  | 20 ottobre 2023 | Samuele Lippi     | Partito Democratico                                        | Sindaco | [ 22 ] |

### Gemellaggi
- Gilching, dal 1989
- Sagunto
- Sin-le-Noble

## Sport

### Calcio
La principale squadra di calcio della città era l'Associazione Calcio Cecina, fondata nel 1924, che disputò diversi campionati professionistici fino a metà anni Novanta. Dopo il fallimento della società nel 2010, è stata fondata l'Associazione Calcistica Sporting Cecina 1929, che milita nel campionato di Eccellenza.

### Ciclismo
Nel 1985 Cecina è stata sede di arrivo della 16ª tappa del Giro d'Italia.
Tappe del Giro d'Italia con arrivo a Cecina
| Anno | Tappa | Partenza | km  | Vincitore di tappa | Maglia rosa     |
| ---- | ----- | -------- | --- | ------------------ | --------------- |
| 1985 | 16ª   | Perugia  | 217 | Giuseppe Saronni   | Bernard Hinault |

### Football americano
Dal 1984 al 1990 a Cecina è stata attiva una squadra di football americano, i Trappers 84ers, rifondata nel 2012.

### Rugby
La società rugbistica Amatori Rugby Cecina nasce nel 1966, nel corso degli anni ha disputato i campionati di Serie B e di Serie C. Negli anni 2000 si è unita al Rugby Piombino creando l'Union Rugby Tirreno. Nel 2009 la società crea il Rugby Club Emergenti Cecina, l'attuale squadra seniores della città.